# Campionati mondiali di slittino 1962
I Campionati mondiali di slittino 1962, ottava edizione della manifestazione organizzata dalla Federazione Internazionale Slittino, si tennero il 10 ed 11 febbraio 1962 a Krynica-Zdrój, in Polonia, sulla pista omonima, la stessa sulla quale si svolsero le competizioni iridate del 1958; furono disputate gare in tre differenti specialità: nel singolo uomini ed in quello donne e nel doppio.
Dominatrice della manifestazione fu la squadra tedesca orientale, capace di conquistare due titoli: nell'individuale maschile, per merito di Thomas Köhler, e nel singolo femminile, grazie ad Ilse Geisler. L'oro nel doppio fu conquistato dai rappresentanti della nazionale italiana Giovanni Graber e Giampaolo Ambrosi.

## Risultati

### Singolo uomini
La gara fu disputata su quattro manches nell'arco di due giorni e presero parte alla competizione 79 atleti in rappresentanza di 14 differenti nazioni; campione uscente era il polacco Jerzy Wojnar, che concluse la prova al secondo posto; il titolo fu conquistato dal tedesco orientale Thomas Köhler mentre terzo giunse il suo connazionale Jochen Asche.
| Pos. | Atleti                  | Nazione        |
| ---- | ----------------------- | -------------- |
|      | Thomas Köhler           | Germania Est   |
|      | Jerzy Wojnar            | Polonia        |
|      | Jochen Asche            | Germania Est   |
| 4    | Walter Eggert           | Germania Est   |
| 5    | Ryszard Pędrak          | Polonia        |
| 6    | Fritz Nachmann          | Germania Ovest |
| 7    | Anton Venier            | Austria        |
| 8    | Lucjan Kudzia           | Polonia        |
| 9    | Hans Plenk              | Germania Ovest |
| 10   | Mieczysław Pawełkiewicz | Polonia        |

### Singolo donne
La gara fu disputata su quattro manches nell'arco di due giorni e presero parte alla competizione 25 atlete in rappresentanza di 7 differenti nazioni; campionessa uscente era la svizzera Elisabeth Nagele, che concluse la prova al quattordicesimo posto, ed il titolo fu conquistato dalla tedesca orientale Ilse Geisler davanti all'austriaca Gerda Rieser-Cegnar ed alla polacca Danuta Nycz.
| Pos. | Atleti              | Nazione        |
| ---- | ------------------- | -------------- |
|      | Ilse Geisler        | Germania Est   |
|      | Gerda Rieser-Cegnar | Austria        |
|      | Danuta Nycz         | Polonia        |
| 4    | Helena Boettcher    | Polonia        |
| 5    | Danuta Zachara      | Polonia        |
| 6    | Maria Isser         | Austria        |
| 7    | Irena Pawełczyk     | Polonia        |
| 8    | Oldříška Tylová     | Cecoslovacchia |
| 9    | Antonina Gorgón     | Polonia        |
| 10   | Erika Leitner       | Italia         |

### Doppio
La gara fu disputata su due manches nell'arco di un solo giorno e presero parte alla competizione 44 atleti in rappresentanza di 8 differenti nazioni; campioni uscenti erano gli italiani Giorgio Pichler e Carlo Prinoth, il primo nel frattempo ritiratosi dalle competizioni mentre Prinoth giunse quattordicesimo in coppia con Walter Außerdorfer, ed il titolo fu conquistato dai connazionali Giovanni Graber e Giampaolo Ambrosi davanti ai tedeschi occidentali Max Leo e Fritz Nachmann, quest'ultimo già due volte campione del mondo della specialità biposto nel 1957 e nel 1958, ed al duo cecoslovacco formato da Manfred Novotný e Petr Škrabálek.
| Pos. | Atleti                              | Nazione        |
| ---- | ----------------------------------- | -------------- |
|      | Giovanni Graber Giampaolo Ambrosi   | Italia         |
|      | Fritz Nachmann Max Leo              | Germania Ovest |
|      | Manfred Novotný Petr Škrabálek      | Cecoslovacchia |
| 4    | Klaus-Michael Bonsack Thomas Köhler | Germania Est   |
| 5    | Erich Peukert Horst Urban           | Cecoslovacchia |
| 6    | Reinhold Frosch Ludwig Gassner      | Austria        |
| 7    | Edward Fender Stanisław Wawok       | Polonia        |
| 8    | Helmut Thaler Herbert Thaler        | Austria        |
| 9    | Ryszard Siuda Kazimierz Kubica      | Polonia        |
| 10   | Jochen Asche Helmut Vollprecht      | Germania Est   |

## Medagliere
| Posizione | Nazione        | Oro | Argento | Bronzo | Totale |
| --------- | -------------- | --- | ------- | ------ | ------ |
| 1         | Germania Est   | 2   | 0       | 1      | 3      |
| 2         | Italia         | 1   | 0       | 0      | 1      |
| 3         | Polonia        | 0   | 1       | 1      | 2      |
| 4         | Austria        | 0   | 1       | 0      | 1      |
| 4         | Germania Ovest | 0   | 1       | 0      | 1      |
| 6         | Cecoslovacchia | 0   | 0       | 1      | 1      |
| Totale    | Totale         | 3   | 3       | 3      | 9      |